# Gosho Aoyama
Gosho Aoyama (青山 剛昌, Aoyama Gōshō, nascido em 21 de junho de 1963)  é um mangaká japonês mais conhecido pelo seu mangá Detective Conan (1994–presente), conhecido como Case Closed em alguns países que tem inglês como língua nativa. Até 2017, suas várias séries de mangás combinadas venderam mais de 200 milhões de cópias ao redor do mundo.

## Experiência educacional
Aoyama era talentoso para desenhar desde muito jovem. No ensino fundamental, sua pintura chamada de "Guerra Yukiai" venceu um concurso e foi exibida na loja de departamentos Tottori Daimaru.Ele tem um irmão mais velho que é cientista e o ajuda com os "truques" feitos em Detective Conan.
Aoyama se formou na Yuraikuei High School, antes de ir estudar na Universidade Nihon College of Art em Tóquio. No inverno de 1986, Aoyama ganhou um concurso de quadrinhos para alunos calouros. Quando era estudante de arte, Aoyama tinha um emprego de meio período na Tokyo Disneyland, onde pintou cenários do filme Piratas do Caribe.

## Carreira
Aoyama fez sua estreia como mangaká com Chotto Mattete, que foi publicado na revista Weekly Shōnen Sunday no inverno de 1987. Pouco depois, ele começou Magic Kaito na mesma revista. O protagonista Kaito Kuroba de Magic Kaito apareceu mais tarde em Detective Conan.
No início dos anos 1990, ele começou a série Yaiba, que durou 24 volumes. Mais tarde, ele lançaria outras séries de mangás em volumes únicos, como Third Baseman No.4 e a Collection of Short Stories de Gosho Aoyama.
Aoyama começou a serializar  Detective Conan na revista Weekly Shōnen Sunday em 19 de janeiro de 1994. Quando a série foi lançada em inglês, recebeu o título de Case Closed.

## Prêmios e reconhecimento

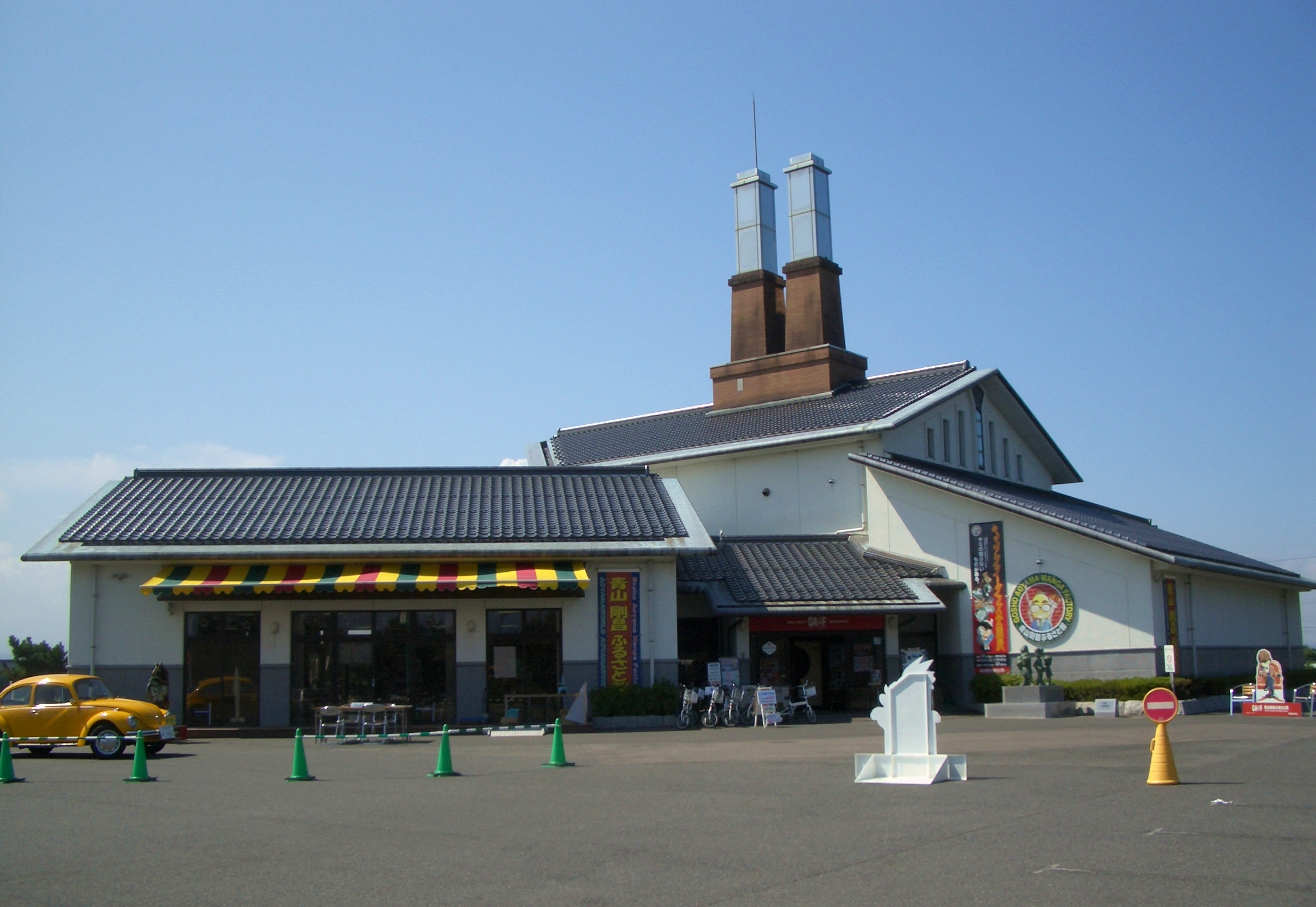
Gosho Aoyama Manga Factory

Aoyama ganhou dois prêmios por seu trabalho como mangaká. Em 1992, ele ganhou o prêmio Shogakukan Manga de shōnen por Yaiba. Ele iria ganhar o mesmo prêmio pela segunda vez em 2001, desta vez por Detective Conan.
Além disso, sua cidade natal, Hokuei, empreendeu vários projetos de machi okoshi (revitalização da cidade) em homenagem a sua contribuição como artista e residente de mangá. Os primeiros projetos foram a Ponte Conan sobre o Rio Yura e as estátuas de Detetive Conan. Em 18 de março de 2007, o Gosho Aoyama Manga Factory, um museu que celebra a carreira de Aoyama como artista de mangá, foi inaugurado.

## Vida pessoal
Em 5 de maio de 2005, Aoyama casou-se com Minami Takayama, a cantora de Two-Mix e dubladora de Conan na adaptação para anime de Detetive Conan. Em 10 de dezembro de 2007, os dois se divorciaram.

## Obras de mangá
- Wait a Minute (ちょっとまってて, Chotto Mattete) (1987)

A história de um menino gênio chamado Yutaka Takai, cuja sua invenção, um jetpack que na verdade é uma máquina do tempo, envia a menina que está apaixonada dois anos no futuro.
- Magic Kaito (まじっく快斗, Majikku Kaito) (1987–presente)

Uma série de mangás de cinco volumes que conta as aventuras de Kaito Kid, um misterioso ladrão cavalheiro que usa suas habilidades como ilusionista e mestre do disfarce para cometer roubos; sua identidade secreta é a do estudante Kaito Kuroba. Os dois primeiros volumes da série mangá foram lançados em 1988, o terceiro em 1994, o quarto em 2007 e o quinto em 2017. Embora a série esteja atualmente em um hiato, Kaito Kid ainda aparece regularmente em Detetive Conan.
- Yaiba (1988-1993)

Uma série de mangá de 24 volumes sobre as aventuras de um jovem samurai chamado Yaiba Kurogane. Foi adaptado para uma série de anime de 52 episódios que foi ao ar entre 1993 e 1994.
- 3rd Base 4th (4番サード, Yonban Sādo) (1991–1993)

Um mangá de um volume que conta a história de um menino chamado Shigeo Nagashima, um jogador de beisebol medíocre de seu time do colégio. Um dia, ele compra um taco mágico em uma loja de artigos esportivos que lhe permite acertar todos os arremessos. No entanto, ele tem que pagar uma loja misteriosa para cada arremesso que acerta.
- Gosho Aoyama's Collection of Short Stories (青山剛昌短編集, Aoyama Gōshō Tanpenshū)

Vários trabalhos curtos escritos ao longo dos anos:
Play It Again (プレイ イット アゲイン, Purei Itto Agein)
Excalibur (えくすかりばぁ, Ekusukaribā)
Santa Claus in the Summer (夏のサンタクロース, Natsu no Santa Claus)
The Detective George's Job (Detective George's Little Little & Great Operations) (探偵ジョージのミニミニ大作戦, Tantei Jōji no Minimini Daisakusen)
Wait a Minute (ちょっとまってて, Chotto Mattete)
Shōnen Sunday 19 (Talk) Show "The Wandering Red Butterfly" (サンデー19show さまよえる赤い蝶, Shōnen Sandē 19(Tō-ku) Show "Samayoeru Akai Chō")
- Detective Conan/Case Closed (名探偵コナン, Meitantei Konan) (1994–presente)

Série em andamento que conta a história do detetive colegial gênio Shinichi Kudo, que é transformado em criança um dis por homens misteriosos e assume o pseudônimo de Conan Edogawa. Ao tentar rastrear esses homens, ele frequentemente encontra mistérios complicados, a maioria dos quais só ele pode resolver. Esta série é a criação mais conhecida de Aoyama e tem mais de 98 volumes em 15 de abril de 2020.
- Tell Me a Lie (〜私にウソをついて〜, ~Watashi ni Uso o Tsuite~) (2007)

One-shot sobre uma garota chamada Terumi Arai (新井輝海, Arai Terumi), que pode ler a mente das pessoas quando as olha nos olhos.